# Hypercharge faible
L'hypercharge faible est, en physique des particules, un nombre quantique correspond à deux fois la différence entre la charge électrique et l'isospin faible. C'est le générateur du composant U(1) du groupe de jauge électrofaible, SU(2)xU(1).
Dans une relation semblable à la formule de Gell-Mann–Nishijima (en), on a :
{\displaystyle Q=T_{z}+{Y_{W} \over 2}}
où :
{\displaystyle Q} est la charge électrique (dans les unités de la charge élémentaire),
{\displaystyle T_{z}} l'isospin faible,
{\displaystyle Y_{W}} l'hypercharge faible.
À partir de cette relation, l'hypercharge faible peut être définie en termes de charge électrique de particules et d'isospin faible :
{\displaystyle Y_{W}=2(Q-T_{z})}
Étant donné que l'isospin faible est 1/2 pour tous les fermions d'hélicité gauche (et 0 pour tous les fermions d'hélicité droite), tous les doublets de l'isospin faible auront une charge moyenne :
{\displaystyle {\bar {Q}}={Y_{W} \over 2}}
avec :
{\displaystyle Y_{W}} = −1 pour les leptons d'hélicité gauche (+1 pour les antileptons),
{\displaystyle Y_{W}} = +1/3 pour les quarks d'hélicité gauche (−1/3 pour les antiquarks),
ce qui donne également {\displaystyle Y_{W}=} B − L.